# Jadranska vaterpolska liga
Jadranska vaterpolska liga je regionalna vaterpolo liga v kateri od jeseni leta 2008 tekmujejo  črnogorski, hrvaški in slovenski klubi, pozneje tudi talijanski in srbski klubi.

Prva sezona, ki se je pričela 26. septembra 2008., kjer je igralo 12 klubov, 8 iz Hrvaške, 3 iz Črne gore in 1 iz Slovenije. Za sezono 2009./10. je bil priključen črnogorski Cattaro, uvedli so tudi tako imenovani "final four". V sezoni 2011 /12  je  nastopal tudi  talijanski klub Pro Recco, a je takoj po koncu sezone 2011./12. zapustil ligo. Od sezone 2014./15. v jadranski ligi sodelujejo tudi  srbski klubi.

## Sodelujoči
| Moštvo                   | Država    | Prva sezona | Zadnja sezona |
| ------------------------ | --------- | ----------- | ------------- |
| A.S.D. Pro Recco         | Italija   | 2011./12.   | 2011./12.     |
| HAVK Mladost Zagreb      | Hrvaška   | 2008./09.   | aktivni       |
| VK Jadran Split          | Hrvaška   | 2008./09.   | aktivni       |
| VK Jug Dubrovnik         | Hrvaška   | 2008./09.   | aktivni       |
| VK Medveščak Zagreb      | Hrvaška   | 2008./09.   | aktivni       |
| VK Mornar Split          | Hrvaška   | 2008./09.   | aktivni       |
| VK POŠK Split            | Hrvaška   | 2008./09.   | 2009./10.     |
| OVK POŠK Split           | Hrvaška   | 2010./11.   | aktivni       |
| VK Primorje Rijeka       | Hrvaška   | 2008./09.   | aktivni       |
| VK Šibenik               | Hrvaška   | 2008./09.   | 2013./14.     |
| VK Solaris Šibenik       | Hrvaška   | 2014./15.   | aktivni       |
| VK Primorac Kotor        | Črna gora | 2008./09.   | aktivni       |
| PVK Jadran Herceg Novi   | Črna gora | 2008./09.   | aktivni       |
| VK Budva                 | Črna gora | 2008./09.   | aktivni       |
| VA Cattaro (Kotor)       | Črna gora | 2009./10.   | aktivni       |
| AKV Triglav Kranj        | Slovenija | 2012./13.   | 2012./13.     |
| AVK Branik Maribor       | Slovenija | 2013./14.   | 2014./15.     |
| VK Koper                 | Slovenija | 2008./09.   | 2011./12.     |
| VK Crvena zvezda Beograd | Srbija    | 2014./15.   | aktivni       |
| VK Partizan Beograd      | Srbija    | 2014./15.   | aktivni       |
| VK Radnički Kragujevac   | Srbija    | 2014./15.   | aktivni       |
| VK Vojvodina Novi Sad    | Srbija    | 2014./15.   | aktivni       |
| VK Nais Niš              | Srbija    | 2015./16.   | aktivni       |

## Dosedanji prvaki
| Sezona    | Prvak              | Podprvak           | Prvak ligaškeg dela |
| --------- | ------------------ | ------------------ | ------------------- |
| 2008./09. | Jug Dubrovnik      | Jadran Herceg Novi | 1                   |
| 2009./10. | Jadran Herceg Novi | Jug Dubrovnik      | Jug Dubrovnik       |
| 2010./11. | Jadran Herceg Novi | Jug Dubrovnik      | Primorje Rijeka     |
| 2011./12. | Pro Recco          | Primorje Rijeka    | Pro Recco           |
| 2012./13. | Primorje Rijeka    | Jug Dubrovnik      | Primorje Rijeka     |
| 2013./14. | Primorje Rijeka    | Jug Dubrovnik      | Primorje Rijeka     |
| 2014./15. | Primorje Rijeka    | Jug Dubrovnik      | Primorje Rijeka     |

1 Odigran je samo ligaški del

## Naslovi

### Klubi
| Klub               | Prvak | Podprvak | Prvaki                        | Podprvaki                                            |
| ------------------ | ----- | -------- | ----------------------------- | ---------------------------------------------------- |
| Primorje Rijeka    | 3     | 1        | 2012./13., 2013/14., 2014/15. | 2011./12.                                            |
| Jadran Herceg Novi | 2     | 1        | 2009./10., 2010./11.          | 2008./09.                                            |
| Jug Dubrovnik      | 1     | 5        | 2008./09.                     | 2009./10., 2010./11., 2012./13., 2013/14., 2014./15. |
| Pro Recco          | 1     | 0        | 2011./12.                     | -                                                    |

### Države
| Klub / Država | Prvaki | Podprvaki | Finalisti |
| ------------- | ------ | --------- | --------- |
| Hrvaška       | 4      | 6         | 9         |
| Črna gora     | 2      | 1         | 3         |
| Italija       | 1      | 0         | 1         |